# Helcogramma steinitzi
Helcogramma steinitzi es una especie de pez de la familia Tripterygiidae en el orden de los Perciformes.

## Morfología
• Los machos pueden llegar alcanzar los 5,6 cm de longitud total.
- Número de  vértebras: 35-36.[1][2]

## Hábitat
Es un pez de mar y de clima tropical y asociado a los  arrecifes de coral que vive hasta los m de profundidad.

## Distribución geográfica
Se encuentra desde el norte de Mar Rojo hasta el Golfo Pérsico.